# Tri phủ
Tri Phủ (Hán Việt: 知府) là một chức quan trong hệ thống quan chế các triều đình phong kiến Trung Quốc và Việt Nam. Tri phủ là người đứng đầu một phủ, có quyền hạn cao nhất cả về dân sự lẫn quân sự trong địa hạt.

## Trung Quốc
Theo tài liệu Bách quan chí, chức danh Tri phủ được hình thành vào thời nhà Đường. Theo đó, trưởng quan tại các châu, quận được gia phong kiêm chức tri phủ sứ (知府事) hoặc quyền tri phủ sứ (权知府事), lâm thời tăng quyền hạn cai quản cả hành chính lẫn quân sự trong địa hạt quản nhiệm.
Thời Tống, thiết lập các chức danh trưởng quan địa phương tại các phủ, châu, quân, giám. Chức danh trưởng quan ở cấp phủ xưng là "Tri [mỗ] phủ quân phủ sứ" (知[某]府軍府事), giản xưng là "Tri phủ sứ" (知府事) hay "Tri phủ" (知府), do văn thần triều đình hoặc võ quan thứ sử người địa phương sung nhiệm. Ở các châu miền biên viễn, chức vụ này gọi là Tri châu, với quyền hạn bao gồm cả quân sự, thường do một võ quan nắm giữ.
Thời nhà Nguyên, chức danh Tri phủ không được sử dụng. Thay vào đó, chức vụ Darughachi giữ một vai trò gần tương đương. Qua đến đời Minh - Thanh, chức danh Tri phủ được sử dụng trở lại với vai trò chính thức là một trưởng quan hành chính địa phương cấp phủ châu.
Chức vụ Tri phủ thường do các quan viên hàm Chính tứ phẩm hoặc Tòng tứ phẩm nắm giữ. Trong giao tiếp, giới sĩ nhân thường nhã xưng quan viên tri phủ là "thái thú" (太守), "quận thú" (郡守), "minh phủ" (明府), "phủ công" (府公), "phủ quân" (府君), "sứ quân" (使君), "phủ tôn" (府尊), "thái tôn" (太尊)...
Năm 1912, chế độ quan chức phong kiến sụp đổ. Chức vụ Tri phủ cũng từ đó không còn được sử dụng.

## Việt Nam
Chức tri phủ thay đổi theo từng thời kỳ trong lịch sử Việt Nam. Thời Lê sơ, đất nước được chia thành 5 đạo. Dưới đạo là trấn, dưới trấn là lộ, dưới lộ là châu và huyện và dưới châu, huyện là xã. Đứng đầu chính quyền các đạo là chức hành khiển (phụ trách cả dân sự lẫn quân sự). Đứng đầu các trấn là các an phủ sứ, các lộ là tuyên phủ sứ, các châu, huyện là tri châu hay tri huyện, các xã là xã quan. Tháng 6 năm Bính Tuất (1466), các lộ, trấn đều được bãi bỏ và đặt lại thành phủ. An phủ sứ đổi làm Tri phủ, trật Tòng Lục Phẩm. Trấn phủ sứ đổi làm Đồng Tri phủ. Thời Nguyễn năm Minh Mạng thứ 4 (1823), chuẩn Tri Phủ trật Tòng Ngũ Phẩm. Còn các nơi đặt Đồng Tri Phủ chuẩn trật Chánh Lục Phẩm.
Thời Nguyễn, Tri Phủ là chức quan văn thuộc Bộ Lại, trật Tòng Ngũ Phẩm. Vị Tri Phủ nổi tiếng nhất thời nhà Nguyễn là Nghi Biểu hầu Nguyễn Cư Trinh đã đóng góp rất nhiều trong công cuộc mở rộng đất đai miền Nam. Tại miền Tây Nghệ An huyện Con Cuông xã Đôn Phục, còn có dòng họ Lang Vi ba đời làm "Thổ Tri Phủ", được ban tặng sắc chế và còn lưu giữ lại các di sản người Thái xưa.
Dưới thời Pháp thuộc ở Nam Kỳ có chức quan Đốc phủ sứ, đây là vị trí cao cấp nhất của người Việt trong cơ quan hành chính ở Nam Kỳ thuộc địa, chỉ đứng sau quan chủ tỉnh người Pháp. Những viên quan Tri phủ hạng nhất có 3 năm thâm niên trở lên sẽ được tuyển chọn và bổ nhiệm vô vị trí này. Đốc phủ sứ sẽ đứng đầu một trung tâm hành chính hoặc một đại lí lớn.